# Aeropuerto Internacional Long Thành
El Aeropuerto Internacional de Long Thanh es un proyecto aeroportuario en Vietnam, que se ubicará a 40 kilómetros al noreste de la ciudad Ho Chi Minh. Será construido después de 2020. El aeropuerto contará con cuatro pistas de aterrizaje (4000 metros x 60 metros) que reemplazarán al Aeropuerto Internacional Tan Son Nhat para vuelos internacionales. 
El plan maestro del nuevo aeropuerto fue aprobado en abril de 2017. El recinto será construido en el distrito de Long Thanh, provincia de Dong Nai, a unos 50 kilómetros al noreste de la Ciudad Ho Chi Minh y a 70 kilómetros al noroeste de la ciudad petrolífera de Vung Tau, cerca de la autovía 51A. El estudio de viabilidad del nuevo proyecto se encuentra en curso. El aeropuerto internacional Long Thanh será construido en un área de 50 kilómetros cuadrados, y tendrá 4 pistas (4.000 x 60 metros o 13.100 x 200 pies), las que serán capaces de atender grandes aviones como el Airbus A380. 
El proyecto se dividirá en dos etapas. La primera, incluye la construcción de dos pistas paralelas y una terminal con una capacidad de 25 millones de pasajeros al año, que estaría completada en 2025. La segunda etapa, que se espera que esté concluida en 2035, dejará al aeropuerto con tres terminales de pasajeros y una terminal de carga diseñada para atender 5 millones de toneladas de carga al año. 
La inversión total del proyecto se estima que ronda los 16 mil millones de dólares. Una vez que el aeropuerto internacional Long Thanh sea completado, el aeropuerto Tan Son Nhat atenderá solo vuelos de cabotaje. Se espera que el aeropuerto internacional Long Thanh sea el principal aeropuerto de la península de Indochina, y uno de los aeropuertos con más tráfico del sureste asiático.